# 大灰厂站
大灰厂站是京原铁路上的一个铁路车站，该站位于中国北京市丰台区北宫镇大灰厂村，大灰厂东路与西六环路之间。车站中心里程为K10+167，建于1969年。现为中国铁路北京局集团有限公司北京西车务段管理的一座四等站。车站规模2台3线，仅保留会让及乘降功能，有1对旅客列车停靠。

## 邻近车站
大灰厂站在京原铁路上行距石景山南站10.062Km，下行距上万站8.708Km。在京原-丰沙-永丰铁路上行距北京站34Km，在京原铁路下行距原平站409Km。